# Марш, Роберт
Роберт Марш (англ. Robert Marsh, род. 20 декабря 1968) — антигуанский шоссейный велогонщик.

## Карьера
В 1992 году был включён в состав сборной Антигуа и Барбуда для участия в Летних Олимпийских играх 1992. На них принял участие в групповой гонке, но не сумел закончить её, сойдя с дистанции.
Принял участие в Играх Содружества 1994 и 2006 годов.
Несколько раз становился чемпион Антигуа и Барбуды в групповой и индивидуальной гонках.

## Достижения
2006
John T. Memorial Two Day
Lucozade 60 Mile Race
2-й на Чемпионат Антигуа и Барбуды — групповая гонка
2007
 Чемпион Антигуа и Барбуды — групповая гонка
l'OECS Cycling Challenge
2-й в генеральной классификации
2-й этап
2009
 Чемпион Антигуа и Барбуды — индивидуальная гонка
Antigua & Barbuda Season Opener
ABACA Circuit Race
Shirley Heights Challenge
Scrubbo's Time Trial
3-й на Чемпионат Антигуа и Барбуды — групповая гонка
2010
 Чемпион Антигуа и Барбуды — индивидуальная гонка
Сабвей 3-Стейдж Рейс
генеральная классификация
1-й этап (ITT)
Jason Bally Memorial
2-й на Чемпионат Антигуа и Барбуды — групповая гонка
2011
Matthew's Auto Parts Race
Shirley Heights Challenge
Scrubbo's Time Trial
Jason Bally Memorial
2-й на Чемпионат Антигуа и Барбуды — индивидуальная гонка
2-й на Чемпионат Антигуа и Барбуды — групповая гонка
2012
 Чемпион Антигуа и Барбуды — индивидуальная гонка
1-й этап (ITT) на Robert Peters Race
16-Mile Time Trial
CCC Test Time Trial
Scrubbo's Time Trial
Сабвей 3-Стейдж Рейс
2-й в генеральной классификации
1-й и 2-й этапы
2013
1-й этап на Robert Peters Race
2-й на Чемпионат Антигуа и Барбуды — индивидуальная гонка
2-й на Чемпионат Антигуа и Барбуды — групповая гонка
2014
16-Mile Time Trial
2-й на Чемпионат Антигуа и Барбуды — индивидуальная гонка
2-й на Чемпионат Антигуа и Барбуды — групповая гонка
2015
Avalanche Circuit
 Чемпион Антигуа и Барбуды — индивидуальная гонка
3-й на Чемпионат Антигуа и Барбуды — групповая гонка
2017
 Чемпион Антигуа и Барбуды — групповая гонка
Antigua & Barbuda Season Opener
1-й этап на Robert Peters Race
2-й на Чемпионат Антигуа и Барбуды — групповая гонка
2018
 Чемпион Антигуа и Барбуды — индивидуальная гонка
Fig Tree Hill Road Race
AWU Challenge
2-й на Чемпионат Антигуа и Барбуды — групповая гонка
2019
AWU Challenge
King of the Hills
2-й на Чемпионат Антигуа и Барбуды — групповая гонка
3-й на Сабвей 3-Стейдж Рейс
2021
 Чемпион Антигуа и Барбуды — индивидуальная гонка

## Рейтинги
| Год                  | 2011 | 2012 | 2013 | 2014 | 2015  | 2016 | 2017   | 2018 | 2019 | 2020 | 2021   | 2022   | 2023   | 2024   |
| -------------------- | ---- | ---- | ---- | ---- | ----- | ---- | ------ | ---- | ---- | ---- | ------ | ------ | ------ | ------ |
| Мировой рейтинг UCI  |      |      |      |      |       | -    | 1232-й | -    | -    | -    | 1319-й | 1749-й | 1631-й | 1046-й |
| Американский тур UCI | 83-й | -    | -    | -    | 130-й | -    | 101-й  | -    | -    | -    | 203-й  | 266-й  | -      | -      |
|                      |      |      |      |      |       |      |        |      |      |      |        |        |        |        |
| Источник: UCI        |      |      |      |      |       |      |        |      |      |      |        |        |        |        |